# Alfonso Ferrero La Marmora
Alfonso Ferrero La Marmora, 1. Cavaliere La Marmora (phát âm tiếng Ý: [alˈfɔnso la ˈmarmora]; 18 tháng 11 năm 1804 – 5 tháng 1 năm 1878) là tướng lĩnh và chính khách người Ý. Những người anh của ông bao gồm sĩ quan và nhà nghiên cứu vạn vật học Alberto della Marmora và Alessandro Ferrero La Marmora, sáng lập nhánh của Quân đội Ý ngày nay gọi là Bersaglieri.